# Xã Southeast, Quận Orange, Indiana
Xã Southeast (tiếng Anh: Southeast Township) là một xã thuộc quận Orange, tiểu bang Indiana, Hoa Kỳ. Năm 2010, dân số của xã này là 1.603 người.